# Chionaema phaeocraspis
Chionaema phaeocraspis là một loài bướm đêm thuộc phân họ Arctiinae, họ Erebidae.